# Пимен Палестински
Пимен Палестински је хришћански светитељ и подвижник. Православна црква га помиње 27. августа (9. септембра).
Подвизавао се у палестинској пустињи Руви, у време цара Маврикија (582-602).  Био је овчар у младости. Једном се десило да су његови пси напали некога човека и растргли га, а он му није помогао. Због тога му би откривено, да ће и сам на крају живота погинути од звери. Замонашио се и живео испосничким животом све до смрти, која се десила по откривењу.
У житији светог Пимена, Софроније и Јован наводе: "Ава Агатоник, игуман лавре преподобног оца нашег Саве исприча нам следеће: Једнога дана ја идох у пустињу Руву к ави Пимену који живљаше у пећини и храњаше се корењем. Нашавши га ја му исповедих своје мисли, и пошто се спусти вече он ме остави самог у пећини, а сам оде у другу пећину. Те ноћи би велики мраз и ја се силно намучих од хладноће. А када свану старац дође к мени и упита ме: Како си провео ову ноћ, чедо? - Ја му одговорих: Прости ми, оче, сву ноћ сам се страшно мучио од хладноће. - А он ми рече: Истину ти говорим, чедо, ја ни најмање нисам настрадао од зиме. - Чувши то ја се веома зачудих, пошто старац беше наг; и ја га упитах: Учини ми ту љубав, оче, па ми кажи, зашто ниси настрадао од зиме кад си наг? - И старац ми одговори: дође лав, леже поред мене и загреја ме. Ипак знај, чедо, да ће мене зверови појести. - Ја га на то упитах: Због чега ће те, оче, појести зверови? - Старац ми одговори: Када живљах у свету у постојбини својој (они обоје беху из Галатије) ја бејах овчар. Једнога дана када пасијах овце, поред мога стада пролажаше неки човек; пси га моји нападоше и растргоше. Ја сам га могао избавити од паса, али га не избавих. И сазнадох по откривењу Божјем да ћу и ја умрети таквом истом смрћу: бити растргнут од зверова.То преподобни Пимен исприча о себи ави Агатонику, и стварно тако се и зби као што он каза: јер након три године дознаде се, да је пустиножитељ отац Пимен поједен од зверова. Света пак душа његова би прибројена к лику преподобних отаца милосрђем Господа нашега Исуса"